# Max Stirner
Max Stirner, pseudonym för Johann Kaspar Schmidt, född 25 oktober 1806 i Bayreuth, död 26 juni 1856 i Berlin, var en tysk filosof. Vänsterhegelianen Max Stirner anses vara en av portalfigurerna i den anarkistiska rörelsen, även om han själv aldrig kallade sig för anarkist.[källa behövs] Max Stirner kallade sig för egoist, och brukar betraktas som en framträdande tänkare inom den så kallade individualanarkismen och libertarianismen.

Max Stirner som Friedrich Engels porträtterade honom

Max Stirners mest betydande verk är Den ende och hans egendom, utgiven 1844. Samtidigt som han skrev denna synnerligen radikala bok levde han ett stillsamt och ordentligt liv som lärare på en flickskola. Han var gift, men äktenskapet verkar inte ha varit lyckligt då hans maka ansåg att han var för egoistisk.[källa behövs] Stirner blev mycket berömd och ryktbar för sin bok, som emellertid snart föll i glömska. Den senare delen av Stirners liv verkar ha präglats av ekonomiska problem. Efter många år återupptäcktes hans idéer och har sedan behållit sitt inflytande.
Max Stirner har influerat bland andra Benjamin Tucker, Karl Marx, Friedrich Nietzsche, Ernst Jünger och situationisterna.

## Liv

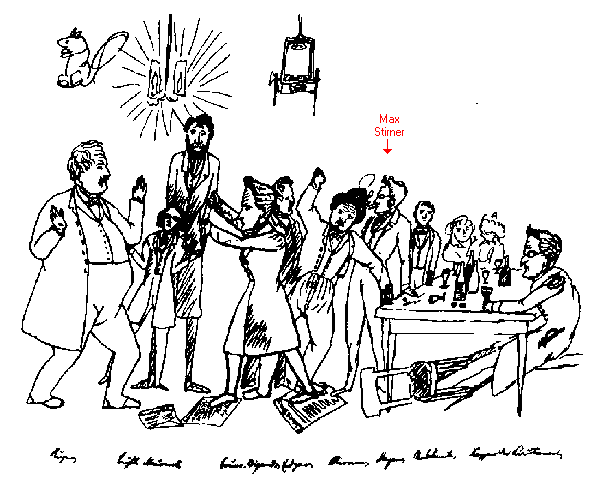
Vänsterhegelianerna med Max Stirner, tecknad av Friedrich Engels.

Stirner föddes som Johann Kaspar Schmidt den 25 oktober 1806, i Bayreuth, i en familj från den lägre medelklassen. Han fick ursprungligen "Stirner" som smeknamn, på grund av sin höga panna, men tog sedan själv till sig det, först som pseudonym och sedan som riktigt namn. Hans far dog när Stirner var sex månader gammal och han uppfostrades först av sin mor och sedan av sin moster (efter att mamman flyttat från staden).
Han studerade vid Berlins, Erlangens och Königsbergs universitet. Vid Berlins universitet vet man att han deltog i tre föreläsningar av G.W.F. Hegel, om religionsfilosofi, historiefilosofi och om vad som idag närmast skulle kunna beskrivas som individens kognitiva strukturer och processer.

Han flyttade 1832 till Berlin tillsammans med sin mor, vars mentala hälsa gradvis försämrades. Han försörjde sig på tillfälliga arbeten och ägnade sig åt privata studier. Det var under den perioden som han gifte sig med Agnes Butz, som dog i barnsäng augusti 1838. Efter hennes död levde Stirner något av ett dubbelliv i Berlin. Han undervisade å ena sidan vid en välansedd flickskola i historia och litteratur, och sågs som en respektabel och anpassad lärare. Vid sidan om lärartjänsten började han emellertid allt oftare besöka stadens mer avantgardistiska och revolutionära kvarter där han bland annat kom i kontakt med ett bohemiskt sällskap under ledning av Bruno Bauer. I sällskapet ingick också hans andra hustru, Marie Dähnhardt, som också var den som Stirner dedikerade sitt huvudverk till. Han blev här med tiden känd för sina religionsfientliga och radikala åsikter.

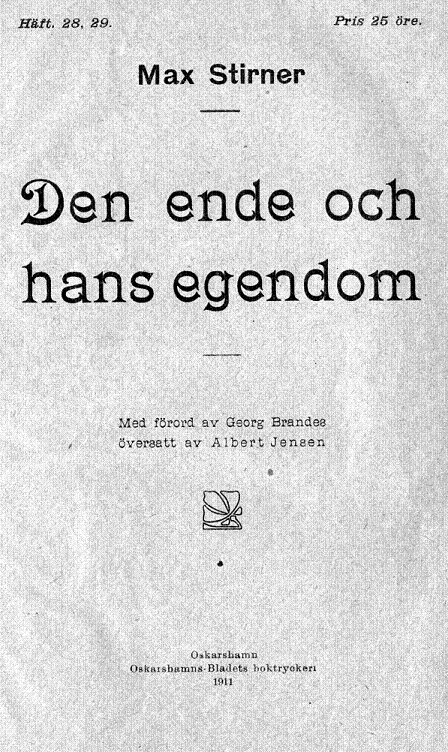
Den ende och hans egendom, 1911.

Det var under hans Berlinperiod som det för första gången dyker upp publicerade texter i hans namn. Han skrev en del i tidningarna Rheinische Zeitung och Leipziger Allgemeine Zeitung med bokrecensioner och en artikel om "utbildningens falska princip" från 1842. 1844 var han klar med sitt huvudverk, Den ende och hans egendom och den trycktes i en upplaga på tusen exemplar. Boken är daterad till 1845 men tycks ha varit i omlopp redan i slutet av 1844. Boken, som visserligen fick mycket positiv kritik, blev aldrig någon succé i termer av antal sålda böcker eller popularitet. De flesta av personerna som kritiserades i boken publicerade sina försvar och gav upphov till debatt. 
I slutet av 1846 lämnade hans andra fru honom. Stirners levnadstecknare, John Henry Mackay, sökte långt senare upp henne i England där hon levde i ett katolskt nunnekloster. Hon vägrade att prata med Mackay men skrev ett brev till honom där hon förklarade att Stirner var en slug man som hon varken hade respekterat eller älskat.
Åren 1847–1856 levde Stirner i ekonomisk misär, till stora delar isolerad från omvärlden, och försörjde sig på diverse smärre översättningsarbeten och journalistiska artiklar, men hans främsta taktik för att undkomma den ekonomiska knipan var att ständigt flytta för att undvika långivarnas hets. Han sattes emellertid i fängelse vid två tillfällen för obetalda lån. Han dog i Berlin i juni 1856 efter flera veckors feber, orsakad av ett insektsbett.

## Filosofi
Stirner är nästan uteslutande känd för sitt huvudarbete Den ende och hans egendom (på tyska Der Einzige und sein Eigenthum). Han använder en radikalt annorlunda stilistisk metod med komplicerade ordlekar och insinuationer. Temat är individen och dennes frihet som ständigt undermineras av falska föreställningar, som religion och moral. Stirner förkastar alla sedliga idéer som han menar kuvar individen.